# Periodogram
Periodogram – rodzaj dyskretnej transformaty Fouriera. Pojęcia periodogramu prawdopodobnie po raz pierwszy użył Arthur Schuster w 1898, opierając się na pracy Power Spectral Density estimation (z ang. „estymacja widmowej gęstości mocy”) Fernanda Schlindweina.
Schuster definiował periodogram następująco: niech dla funkcji f(t) będzie
{\displaystyle {\frac {T}{2}}a=\int \limits _{t_{1}}^{t_{1}+T}f(t)\cos(kt)dt,}
{\displaystyle {\frac {T}{2}}b=\int \limits _{t_{1}}^{t_{1}+T}f(t)\sin(kt)dt,}
gdzie {\displaystyle T} dla wygody można wybrać jako równe całkowitej wielokrotności {\displaystyle {\frac {2\pi }{k}},} biorąc {\displaystyle {2\pi }/k} jako odcięte, a {\displaystyle r={\sqrt {a^{2}+b^{2}}}} jako rzędne, otrzymuje się krzywą, albo lepiej: obszar między tą krzywą a osią odciętych reprezentuje periodogram funkcji {\displaystyle f(t).}
Periodogram wykorzystywany jest jako estymator w analizie widmowej (np. analiza statystyczna danych, opis mocy sygnału i inne). Wyniki nierzadko obarczone są dużym błędem, jednak mimo tego jest dość często wykorzystywany. Skuteczny głównie dla funkcji wyraźnie okresowych. W periodogramie wartość przebiegu widma jest przybliżona jako suma fal sinusoidalnych. Częstotliwości tych fal są wielokrotnościami odwrotności czasu trwania analizowanej próbki.